# L'Ascension-de-Notre-Seigneur
L'Ascension-de-Notre-Seigneur är en socken (kommun av typen municipalité de paroisse) och tidigare tätort (centre de population) i provinsen Québec i Kanada. Orten kallas även L'Ascension. Den ligger i regionen Saguenay–Lac-Saint-Jean, i den östra delen av landet, 500 km nordost om huvudstaden Ottawa. Antalet invånare i socknen var 2 079 vid folkräkningen 2021, varav 1 116 i den tidigare tätorten. Landarean är 131 kvadratkilometer.